# Braquigrafía
La braquigrafía (del griego brakhis, corto) es la técnica de escribir abreviadamente. Hay quien también emplea este término para describir la ciencia que estudia las abreviaturas, oséase, representaciones reducidas de palabras. Dichas representaciones pueden hacerse por medio de letras o de otros signos convencionales. En el primer caso se llaman siglas cuando las abreviaturas constan de la letra inicial de la palabra representada y si a la inicial la acompaña otra letra de la misma palabra se llaman siglas compuestas. Pero si la abreviatura se hace por medio de varias letras, por contracción o suspensión de la palabra y con signos añadidos (como puntos, rayitas y pequeñas letra encima o debajo o al fin de una letra o palabra) se tiene la abreviatura propiamente dicha.
Existen abreviaturas simbólicas como son las de la química; otras sólo de signos y trazos como las de la taquigrafía y otras, en fin, a modo de alfabetos, exclusivas de ciertas artes como las de la música.